# Тимощенко Геннадій Анатолійович
Геннадій Анатолійович Тимощенко (рос. Геннадий Анатольевич Тимощенко; нар. 27 квітня 1949, Челябінськ) – словацький шахіст і шаховий тренер (старший тренер ФІДЕ від 2010 року) російського походження, гросмейстер від 1980 року.

## Шахова кар'єра
На перетині 1970-1980-х років належав до широкої когорти провідних радянських шахістів, зокрема, двічі брав участь у фіналах чемпіонатів СРСР. У роках 1982 - 1986 роках належав до команди Гаррі Каспарова. 1993 року оселився у Словаччині, а від наступного року представляє цю країну на міжнародних турнірах. Між 1996 і 2006 роками в складі національної збірної п'ять разів узяв участь у шахових олімпіадах і двічі в командних чемпіонатах Європи, здобувши 1997 року в Пулі бронзову медаль в особистому заліку на 3-й шахівниці.
Досягнув багатьох успіхів у міжнародних турнірах, перемігши або поділивши 1-ші місця, зокрема, в таких містах, як Рімавска Собота (1974), Поляниця-Здруй (1976, Меморіал Рубінштейна), Варна (1977), Слупськ (1979), Гельсінкі (1986, разом з Йоуном Арнасоном), Лондон (1992, разом з Джонатаном Спілменом), Шаля (1994), Старий Смоковець (1996), Больцано (1998), Зефельд-ін-Тіроль (1998, 1999), Падуя (1998, 2000 разом з Еральдом Дервіші), Кутро (2000), Грац (2003) та Опатія (2003). У 2010 і 2011 роках двічі здобував бронзові медалі чемпіонату Європи серед ветеранів (гравців старших 60 років). Крім того, 2011 року в Опатії виграв бронзову медаль чемпіонату світу в цій самій віковій категорії.
Найвищий рейтинг Ело в кар'єрі мав станом на 1 липня 1993 року, досягнувши 2540 очок ділив тоді 29-33-тє місце серед російських шахістів.

## Зміни рейтингу
| На цьому місці має відображатися графік чи діаграма, однак з технічних причин його відображення наразі вимкнено. Будь ласка, не видаляйте код, який викликає це повідомлення. Розробники вже працюють для того, щоби відновити штатне функціонування цього графіка або діаграми. | |
| | На цьому місці має відображатися графік чи діаграма, однак з технічних причин його відображення наразі вимкнено. Будь ласка, не видаляйте код, який викликає це повідомлення. Розробники вже працюють для того, щоби відновити штатне функціонування цього графіка або діаграми. |